# Итало-албанское соглашение о границе
Договор между Италией и Албанией о морской границе — международный договор, заключённый в 1992 году между Итальянской республикой и Республикой Албания, который установил международную морскую границу между двумя государствами.
Договор был подписан в Тиране 18 декабря 1992 года. Текст договора устанавливает границу в проливе Отранто, состоящую из 16 прямолинейных морских участков, определяемых 17 отдельными точками координат. Граница представляет собой приблизительную равноудаленную линию между Италией и Албанией. Самая северная точка границы образует пограничный стык с Черногорией; а самая южная точка образует стык с Грецией. Этот договор является уникальным среди договоров о морских границах, поскольку он позволяет обеим странам передавать любой спор относительно границы в Международный Суд ООН, если он не будет решён в течение четырёх месяцев дипломатическими путями.
Полное название соглашения — Договор о морской границе между Республикой Албания и Итальянской Республикой, касающийся делимитации морских границ обоих государств.